# Alfredo Mazzotta
Alfredo Mazzotta (Ionadi, 8 marzo 1951) è uno scultore italiano.

## Biografia
Nel 1968 consegue il diploma di Maestro d'arte presso l'Istituto Statale d'Arte di Vibo Valentia. Nello stesso anno si trasferisce a Milano, si iscrive all'Accademia di Belle Arti di Brera alla scuola di Luciano Minguzzi e nel 1973 ottiene il diploma di scultura. Nello stesso anno si iscrive alla scuola di pittura di Domenico Purificato e nel 1977 ottiene il diploma.
Negli stessi anni frequenta il corso di cromatologia tenuto da Luigi Veronesi e il corso di Tecnologia dei materiali tenuto da Romano Rui. Per diversi anni è stato assistente dello scultore Eros Pellini, sia al Liceo Artistico di Brera di Milano che in studio. Nel 1987 partecipa su invito al Simposio di scultura Nantopietra e nel 1990 al Simposio Internazionale di scultura in pietra Nautilos 90 a Castro dove ha realizzato un rilievo per l'Associazione Nazionale Marinai d'Italia di Castro.
Nel 1994 e 1995 ha tenuto alcune lezioni su "Progetto Scultura" nell'ambito del Master in Design & Management, presso il Politecnico di Milano. Nei bienni 1997-1998, 1999-2000, 2002-2003 e 2004-2005 fa parte della Commissione Artistica Annuale della Permanente. Nel 2001 vince il Concorso Nazionale di Scultura Città di Novara per la realizzazione di un trofeo da consegnare alle personalità della cultura e dello sport nelle varie manifestazioni organizzate dall'Unione Nazionale Veterani dello Sport.
Nel 2001 realizza il monumento dedicato alla beata Anna Rosa Gattorno nella città di Potenza. 
Sue opere, oltre che in numerose collezioni private in Italia e all'estero, si trovano presso il Museo Nazionale d'Arte Moderna di Ruffano, la Fondazione Lercaro di Bologna, Archivio Sartori di Mantova, Museo della Permanente di Milano, il Museo di Villa Litta Borromeo di Lainate, Museo d'Arte Contemporanea Vito Mele di Santa Maria di Leuca, Museo d'Arte Italiana di Durazzo (Albania), Società Umanitaria di Milano, Parco Arcadia di Bareggio e presso la Chiesa del Santissimo Rosario di Nao, frazione di Ionadi.
Attualmente è titolare della cattedra di discipline plastiche presso il Liceo Artistico Statale di Brera di Milano.

## Esposizioni
A partire dal 1973 è presente in rilevanti esposizioni tematiche e collettive nazionali e internazionali tra le quali ricordiamo:
- 1973
  - Milano - LXXXII Mostra annuale della Regione Lombardia - Permanente
  - Milano - Rassegna d'Arte contemporanea - Museo della Scienza e della Tecnica
- 1976
  - Milano - Palazzo del Turismo (ex Arengario)
  - Milano - Disegno e piccola scultura - Palazzo della Permanente
- 1977
  - Lugano (Svizzera) - Brera 1970/1977 - Villa Malpensata
- 1978
  - Monza - Galleria Civica.
- 1986
  - Spoleto - Festival dei Due Mondi
- 1988
  - Fermo - I Biennale d'Arte Sacra
  - Lublino (Polonia) - Rassegna di Grafica di Artisti Italiani - Muzeu Lubelskig
  - Lagopesole - Una Fonderia d'Arte per un Incontro Europeo - Castello Federiciano
- 1990
  - Milano - Arte in Permanente - Permanente
- 1991
  - Legnano - I Mostra Internazionale di Scultura all'aperto e della piccola scultura
- 1992
  - Genova - Caravelle d'Oro - Palazzo della Meridiana
- 1994
  - Forlì - Mostra d'Arte Sacra - Chiostro San Mercuriale
- 1995
  - Milano - Percorsi dell'Astrazione - Museo della Permanente
- 1996
  - Mantova - La Croce e il vuoto - Palazzo Ducale
  - Milano - Il segno della cultura - Finarte
  - Niigata (Giappone) - Senza Frontiere - Hitsuji, Garò Niigata City-Shi e Niigata City Art Museum
- 1997
  - Milano - Piccola Scultura a Milano - Spazio Hajech, Liceo Artistico di Brera
  - Mantova - Pittura e Scultura del Terzo Millennio - Palazzo di Rigoletto
  - Milano - Civica Biblioteca del Castello Sforzesco
- 1998
  - Gifu (Giappone) - Senza Frontiere - Y'S Art Gallery
- 1999
  - Ginza-Tokyo (Japan) - Italian Contemporary Artist - Nike Gallery
  - Milano - Disegni per Scultura -  Museo della Permanente
- 2000
  - Bari - 2000 Segni di Pace - Expoarte, Fiera del Levante
  - Senigallia - Venature - Museo d'Arte Moderna e dell'Informazione
- 2000
  - Reggio Emilia - 2000 Segni di Pace - Immagina, Padiglione Fiera
  - Milano - Imbuto d'Artista - Macef, Fiera di Milano
- 2001
  - New York - Imbuti fra Arte e Design - Istituto Italiano di Cultura.
- 2002
  - Giappone - Ema - Mostra itinerante di Opere di artisti Italiani a Tokio, Osaka, Kobe, Kyoto.
  - Bertonico - Naturarte - Nord - Sud - Est - Ovest: Artisti e Nature
- 2003
  - Rozzano - Come il Vento - 100 artisti per ricordare Michele Albereto - Cascina Grande (premiato)
  - Monterosso Calabro - 6ª Biennale d'Arte - Tendenze Artistiche Europee del 2003 - Palazzo Comunale e Provincia
  - Firenze - Mail Art in progress - Galleria Vialarga
  - Modica - 7ª Edizione Bianco e Nero - Artisti insieme per un Museo - Istituto Grimaldi
  - Bozzolo - Premio d'Arte città di Bozzolo - Palazzo della Cultura (segnalato)
  - Kanagawa (Giappone) - XIII Senza Frontiere - Kavasaki
- 2004
  - Villasanta - I Materiali dell'Apparenza - 20 scultori tra forma e figura
  - Gazoldo degli Ippoliti - Arte Contemporanea in Lombardia - Generazione anni '50 - Museo d'Arte Moderna
  - Gemonio - Arte Contemporanea in Lombardia - Generazione anni '50 - Museo Floriano Bodini
  - Lugano (Svizzera) - A tutto tondo - 500 tondi d'Autore - Galleria Fasco Group
  - Milano - Nuove Acquisizioni del Museo della Permanente - Pal. Permanente
  - Germania - 100 Artisti per un Museo - Grafik Museum Stiftung Schreiner di Badsteben, Saaler Galerie di Saafeld, Classico Galerie di Berlino
  - Milano - Salone Milano 2004 - Rassegna degli Artisti della Permanente - Museo della Permanente
- 2005
  - Taegu (Korea) - Daegu Milano Fine Arts Exhibition 2005 - Museum of Modern Art
  - Budapest (Ungheria) - Il segno inciso: la tradizione grafica al Liceo Artistico di Brera - Galeria IX MRLME
- 2005
  - Ankara (Turchia) - I Biennale Internazionale d'Arte - (Grameen) Microcredito Turkei
- 2006
  - Siracusa - 200 Artisti per 100 anni - I colori del lavoro – Palazzo del governo